# Wieczna zmarzlina
      – wieczna zmarzlina
      – ziemia zamarznięta co najmniej 15 dni w roku
      – ziemia zamarznięta mniej niż 15 dni w roku

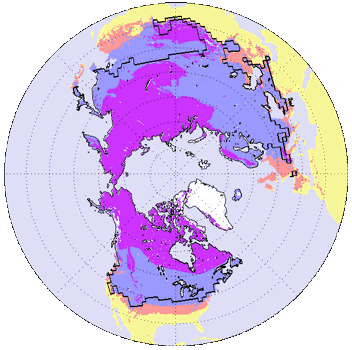
– wieczna zmarzlina
– ziemia zamarznięta co najmniej 15 dni w roku
– ziemia zamarznięta mniej niż 15 dni w roku linia ciągła – średni maksymalny zasięg pokrywy śnieżnej

Wieczna lub wieloletnia zmarzlina, zwana też czasem wieczną marzłocią lub marzłocią trwałą lub zlodowaceniem podziemnym – zjawisko trwałego (minimum dwa kolejne lata) utrzymywania się części skorupy ziemskiej w temperaturze poniżej punktu zamarzania wody niezależnie od pory roku. Powstaje w warunkach suchego, zimnego klimatu (o średniej temperaturze powietrza poniżej −11 °C). Obejmuje około 80% Alaski, większość północnej Kanady i 65% Syberii (ciągła zmarzlina występuje prawie wyłącznie we wschodniej Syberii, w zachodniej jest obecna tylko na północnym wybrzeżu oceanu). Ciągła zmarzlina sięga aż do północnej Mongolii, punktowo występuje też w Górach Skandynawskich i na Grenlandii. Natomiast nieciągłe zmarzliny zajmują także większość Tybetu, są też znane z Alp. Wieczną zmarzlinę odkryto również w północno-wschodniej Polsce, w okolicy Suwałk na głębokości 357 metrów poniżej poziomu gruntu. Jest to pozostałość po zmarzlinie z okresu ostatniego zlodowacenia, która przetrwała dzięki specyficznym warunkom geologicznym, tak zwanej suwalskiej anomalii geotermiczno-hydrogeochemicznej. 
Ocenia się, że najstarsza zmarzlina powstała na Ziemi ok. 2,6 mln lat temu. Jej głębokość na tych obszarach, na których przetrwała od plejstocenu waha się w granicach od 150–300 metrów w północnej Kanadzie (maksymalnie dochodzi tam do 700 m), we wschodniej Syberii dochodzi do 1500 m. Przeważnie ma kilkadziesiąt metrów. W miesiącach letnich wierzchnia warstwa gruntu – do około dwóch metrów – ulega rozmarznięciu, wskutek czego staje się on często grząskim bagnem, w głąb którego nie może (z powodu zamarzniętych głębszych warstw) wsiąknąć nadmiar wody. Sytuacja ta utrudnia rozwój roślinności, uniemożliwiając m.in. zasiedlanie pokrytych wieczną zmarzliną obszarów drzewom o głębszym systemie korzeniowym, także z powodu niedostatecznej spoistości gleby w miesiącach letnich. Dawniej, zmarzlina znacząco utrudniała wznoszenie budynków. Oparcie fundamentów na zmarzlinie powoduje stopniowe wtapianie się budynku i osiadanie, nieraz o kilka metrów. Typowym przykładem są starsze budynki w Irkucku, których pierwsze piętro znajduje się obecnie na poziomie gruntu.

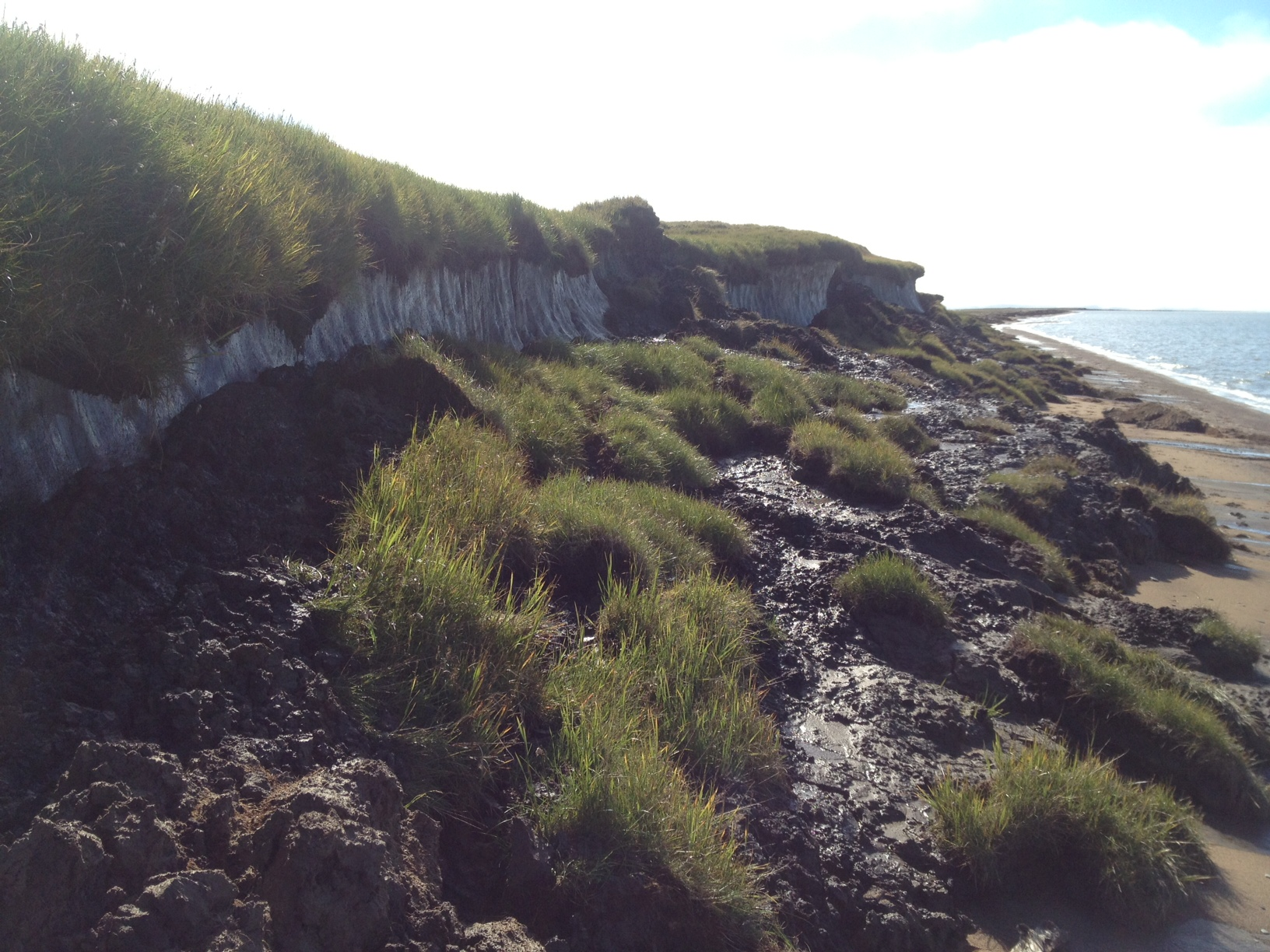

Wieloletnia zmarzlina ma charakter reliktowy. Jest pozostałością zlodowacenia, które w plejstocenie obejmowało znaczną część obszarów lądowych półkuli północnej.
Marzłoć to warstwa gruntu, leżąca na różnych głębokościach, która co najmniej przez dwa kolejne lata zachowuje temperaturę niższą niż 0 °C (poniżej punktu zamarzania).
Rodzaje marzłoci:
- sucha – nie zawiera lodu jako materiału spajającego (np. skała)
- wilgotna – najczęściej spotykana, lód wypełnia wolne przestrzenie gruntu lub pory skał

Typy marzłoci (ze względu na zasięg warstwy odmarzającej):
- ciągła – grunt pozostaje zamarznięty na całym obszarze, przy średniej temperaturze roku poniżej −8 °C
- nieciągła – z niezamarzniętymi „wyspami”, przy średniej temperaturze roku od −4 do −8 °C
- sporadyczna – płaty marzłoci w niejednolicie zamarzającym gruncie, przy średniej temperaturze roku od −1 do −4 °C

## Poziom amplitudy zerowej
Poziom amplitudy zerowej to głębokość, na której ustają wahania temperatury wiecznej marzłoci.
Warstwy w strefie marzłoci (od powierzchni w głąb gruntu, ich grubość może być różna):
- warstwa czynna wieloletniej zmarzliny – odmarzająca w lecie (ok. 1 m w ciągłej, ok. 3 m w nieciągłej zmarzlinie),
- pereletok – warstwa przejściowa, czasem odmarza, czasem pozostaje zamarznięta.
- marzłoć
  - strop wieloletniej zmarzliny, „zwierciadło marzłoci”, nieprzepuszczalny dla wody, odporny na ciśnienie
  - spąg wieloletniej zmarzliny
- talik, na terenach sporadycznej i nieciągłej marzłoci – warstwa wewnątrz wiecznej marzłoci, rozmarzająca w lecie.

Odległość pomiędzy stropem a spągiem to miąższość wieloletniej zmarzliny

## Wpływ zmian klimatu na wieczną zmarzlinę
Duże znaczenie ma wpływ ocieplenia na wieczną zmarzlinę, która w XXI wieku w bardzo znaczący sposób rozmarza. Wzrost średniej temperatury powierzchni Ziemi jest najwyższy właśnie na wyższych szerokościach geograficznych, w Arktyce i m.in. w klimacie borealnym Rosji, północnej Kanady i Alaski (w tajdze i w tundrze), gdzie występuje masowo wieczna zmarzlina.
Rozmarzaniu wiecznej zmarzliny towarzyszą też nieduże emisje gazów cieplarnianych takich jak dwutlenek węgla i metan. Jednak w przyszłości mogą one przybrać na sile z powodu wzrostu globalnej temperatury Ziemi.
Wieczna zmarzlina w przyszłości może przestać istnieć. Już tworzą się specyficzne jeziorka termokrasowe przewodzące ciepło z powierzchni w głąb gleb.